# Cyanopepla girardi
Cyanopepla girardi là một loài bướm đêm thuộc phân họ Arctiinae, họ Erebidae.